# Joan Baptista Pla
Joan Baptista Pla i Agustí (Balaguer, Lérida, España, 1720 - París, 1773) fue un compositor y oboista español del Barroco tardío, hermano de los también músicos Josep Pla i Agustí y Manuel Pla i Agustí. Siguiendo la costumbre de la época, su nombre fue adaptado al idioma del país donde residía, por lo que en Italia era conocido como Giovani Platti y en Alemania como Johan Platz. Entre sus composiciones principales se encuentran 30 tríos, un concierto para flauta y otro para oboe. Muchas de estas obras fueros realizadas en colaboración con su hermano Josep Pla, desconociéndose cuál fue la aportación de cada uno de ellos a la partitura.